# 爱尔兰纯种
《爱尔兰纯种》（英語：Irish Thoroughbred）是美国作家诺拉·罗伯茨的小说处女作，于1981年1月经剪影图书发行初版，属爱情类图书。与其他同类小说一样，本书不足200页长，原计划只上架销售一个月。但事实证明小说大受欢迎，重新包装成独立爱情小说后多次再版，罗伯茨还写出两本续作：《爱尔兰玫瑰》和《爱尔兰叛军》。
罗伯茨本是全职母亲，因日常生活太过无聊尝试写作，结果一发不可收拾，很快就连写七部小说。向加拿大禾林出版公司投稿遭拒后，她主动把《爱尔兰纯血》的手稿寄给西蒙与舒斯特新创办的剪影图书，双方一拍即合。本书及其后罗伯茨多部小说的成功促使英语爱情小说类型发生变化，男、女主角在经济和情感上都变得更加平等。
本书讲述爱尔兰贫穷女子阿德利亚·“迪伊”·康南恩和美国马场主特拉维斯·格兰特的爱情故事。迪伊脾气火爆，经常与特拉维斯吵架，但两人又互有好感，往往一言不合就激烈拥抱。两人因女主角的叔叔心脏病发临时办理策略婚姻，但又因太过骄傲不愿承认感情继续相爱相杀。最终男主角的前女友出现并引爆矛盾，迪伊离家出走，特拉维斯主动表白后两人重归于好。评论认为，书中虽有许多当时爱情小说的常见套路，但也有不少新颖之处，特别是女主角的性格和反应。此外，小说还体现出19世纪爱尔兰人移民美国后的感观。

## 出版
1979年，全职母亲诺拉·罗伯茨在家陪伴两个孩子。日常生活十分无聊，又没什么书可看，她把自己想到的故事写下来打发时间。就这样，长度达到小说标准的当代爱情故事不断在她笔下诞生，很快就完成七部书稿。罗伯茨向加拿大禾林出版公司投稿，该司是北美洲最具实力的爱情小说发行商，推出的作品大多是英国作家执笔，以英联邦为背景，但1975年开始放宽标准，从珍妮特·戴利（Janet Dailey）手中买下多部小说:155-156, 159。戴利的小说主角都是美国人，故事背景也在美国，禾林出版公司觉得这样的作品难以获得市场认可，也不想再冒更多的风险，所以很快就退回罗伯茨的作品，该司某编辑称“他们已经有合作的美国作家”:158, 183, 184。
为了利用美国作家此时尚未开发的才能，西蒙与舒斯特于1980年创立新品牌“剪影图书”（Silhouette Books），同禾林出版公司竞争:156, 159。虽然双方从未打过交道，但罗伯茨还是把第七篇手稿《爱尔兰纯种》寄去新公司。该司采购编辑南茜·杰克逊（Nancy Jackson）从一大堆不请自来的手稿中选出罗伯茨的作品，阅读后觉得很满意。她主动联系罗伯茨签约，女作家登时“肃然起敬”。

## 情节摘要
年轻但一贫如洗的爱尔兰女子阿德利亚·“迪伊”·康南恩（Adelia "Dee" Cunnane）来到美国，与在某大型马场工作的叔叔帕迪（Paddy）一起生活。显然她很喜欢动物，不久就获农场主特拉维斯·格兰特（Travis Grant）聘请，可以和叔叔一起工作。迪伊脾气火爆，多次和特拉维斯争吵，但两人又互有好感，经常吵着吵着就抱到一块儿去了。迪伊某次险遭强奸，幸得特拉维斯救援。
帕迪心脏病发后变得十分紧张，开始为后事做准备，最放心不下的就是他死后迪伊怎么办。他一直忧心忡忡，坚持要求特拉维斯照顾迪伊。两个年轻人私下同意临时办理策略婚姻，就在帕迪的医院病房交换誓言成婚。随着情节发展，两人都越来越不开心，都不愿承认自己深爱对方。
特拉维斯和迪伊终于圓房，两人虽然还是不愿表达感情，但对各自的关系已经更有信心。然而，特拉维斯世故的前女友玛戈（Margot）突然出现，想要赢回特拉维斯的感情。迪伊心中的不安全感导致原本还算和谐的局面崩溃，她离家出走，但特拉维斯没有放弃，追上迪伊并向她告白，两人重归于好。

## 文学体裁
《爱尔兰纯种》初版时属爱情小说类别，这类图书通常不长，在175至200页范围，字数约5.5万:11，出版时通常有明确的分类和界限。不同分类的爱情小说各具特色，但都要满足界限要求:12-13。每个月出版的各类图书通常不会很多，按出版顺序编号:12，例如《爱尔兰纯种》就是剪影图书爱情小说分类的第81本书。这类小说通常拥护更传统的家庭价值观，更加重视人物的情感而非肉体需要。虽然书中经常涉及主角之间的性吸引，但只会描述婚后性行为:14。
爱情小说的上架销售时间通常有限，基本是在下个月的新书上市后停售，如果提前售完往往也不会加印。但要是作品大卖，小说有可能单独包装成书，截至1984年，《爱尔兰纯种》就已印刷五版。2000年，该书与续作《爱尔兰玫瑰》（Irish Rose）集结成《爱尔兰之心》（Irish Hearts）出版，首批印刷数量100万本。同时出版的还有第二部续作《爱尔兰叛军》（Irish Rebel），讲述特拉维斯和迪伊所生女儿的故事。

## 主题
剪影图书的编辑起初担心《爱尔兰纯种》民族特色过于浓厚。罗伯茨的祖上是爱尔兰人，在浓郁的爱尔兰文化环境中长大，这与她许多早期作品中的人物一致:21。小说开头几页类似达夫妮·杜穆里埃的《丽贝卡》（Rebecca，又译《蝴蝶梦》），详细描述女主角对奢侈美国豪宅产生的敬畏感。这段情节表面是爱尔兰贫穷女子对美国的富裕感到惊讶，实际上反映出19世纪爱尔兰人移民美国的感观。:21

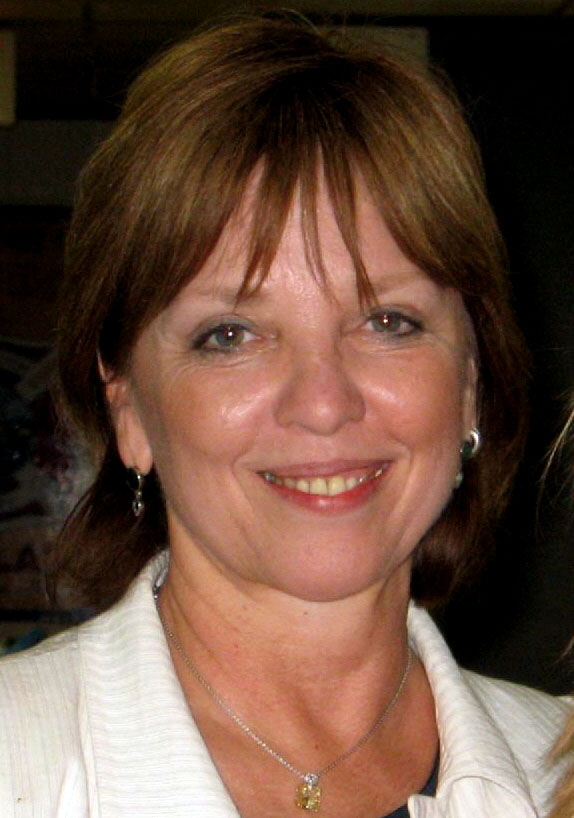
作家诺拉·罗伯茨

文学评论家玛丽·艾伦·斯诺德格拉斯（Mary Ellen Snodgrass）认为，《爱尔兰纯种》文笔不如罗伯茨后来的作品。在她看来，书中许多元素都在读者预料之中，如“过度自信的男人和太过武断而且有些幼稚的女人相爱相杀”。:2120世纪70年代至80年代初，爱情小说的女主角通常是“战战兢兢的处女”，所处社会和权力阶层都低于男主角。相比之下，男主角大多既有钱又有权，女主角的工作往往更传统，而且经常就是男人的下属，如家庭教师、秘书等。《爱尔兰纯血》的女主角很大程度上符合上述模式，她没有性经验、贫穷而幼稚:11，但罗伯茨也有意让迪伊与众不同，例如独立人格和火爆的脾气。罗伯茨后来的小说继续这种方向，正如她所说的那样：“我的女主角可能有很多毛病，或许她很脆弱，但必须坚强而聪慧。她必须要像他一样独立自主，不然我根本没兴趣讲述他们的故事。”本书及罗伯茨之后作品的成功促使爱情小说发生转变，更多作家愿意让男、女主角在经济和情感上都保持平等地位。
与以往的爱情小说相比，罗伯茨已经给予女主角更加独立的人格，但迪伊依然受到父权文化限制，让叔叔和即将成为丈夫的男子安排她的未来。文中的包办婚姻及随后发生的事情，如人物间的误会、迪伊离家出走等，都是当时爱情小说的常见套路，只有女主角的反抗行为例外。她勇敢的回击仿佛证明“女权主义文学的确更胜一筹”。:21面对企图强奸她的男子，迪伊毫不犹豫地反唇相讥，骂他仿佛“肮脏的猪”，然后才像常见套路中那样因为恐惧昏厥:21。
罗伯茨还在书中加入嫉妒主题。迪伊的感情对手非常世故，本质上可以说各方面都与她完全相反。罗伯茨在后来的作品中继续沿用类似情节，如《西部之歌》（Song of the West）。:21